# Dita e Verës
Dita e Verës ("il giorno d'estate") è una festa nazionale albanese. Si festeggia il 14 marzo di ogni anno in Albania, soprattutto nella città di Elbasan, dove per tradizione si preparano i dolci tipici ballokume.
A Elbasan la sera del 13 marzo si portano dentro casa violette selvatiche profumate, karakafte (Hermodactylus tuberus) e fili d'erba verde, preannunciando così l'arrivo della stagione calda. Nonne e mamme fanno bollire uova (con l'acqua che ne residua si sciacquano il viso come protezione contro il sole estivo), preparano delle composizioni con ballakume, uova sode, gherigli di noce e fichi secchi, che i bambini fanno a gara a chi prima li porta dai vicini e parenti come segno di prosperità e abbondanza. Il pranzo, rigorosamente al sacco, si consuma in pic-nic (Bushek, Rrapi i Manzit, per citare i siti più frequentati di una volta), al suono dolce della musica tradizionale. Il tutto condito dall'augurio 'Për shumë vjet gëzuar ditën e verës!'. Le ragazze indossano braccialetti di fili intrecciati bianchi e rossi, chiamati 'verore' e li tolgono alla vista della prima rondine, esprimendo un desiderio segreto. È una festa molto vecchia.